# Borys Godunow (film 1986)
Borys Godunow (ros. Борис Годунов) – radziecki film fabularny w reżyserii Siergieja Bondarczuka, będący adaptacją powieści historycznej rosyjskiego pisarza Aleksandra Puszkina pod tym samym tytułem.

## Obsada
- Siergiej Bondarczuk – Borys Godunow
- Aleksandr Sołowjow – Dymitr Samozwaniec I
- Anatolij Romaszyn – Wasyl Szujski
- Anatolij Wasiljew – Piotr Basmanow
- Roman Filippow – patriarcha Hiob
- Adrianna Biedrzyńska – Maryna Mniszchówna
- Henryk Machalica – Jerzy Mniszech
- Olgierd Łukaszewicz – Mikołaj Czernikowski
- Marian Dziędziel – Adam Wiśniowiecki
- Władysław Komar – Sobański
- Bożena Miller-Małecka – dama dworu

## Ekipa
- Reżyseria: Siergiej Bondarczuk
- Scenariusz: Siergiej Bondarczuk (na podstawie tragedii Aleksandra Puszkina)
- Zdjęcia: Wadim Jusow
- Scenografia: Władimir Aronin
- Muzyka: Wiaczesław Owczinnikow
- Współpraca produkcyjna: Anna Siemieniuk